# 库齐图赖
库齐图赖（Kuzhithurai），是印度泰米尔纳德邦甘尼亚古马里县的一个城镇。总人口20326（2001年）。

## 人口
该地2001年总人口20326人，其中男性9940人，女性10386人；0—6岁人口2067人，其中男1044人，女1023人；识字率82.40%，其中男性为84.46%，女性为80.43%。